# Asociación Meteorológica del Sureste
La Asociación Meteorológica del Sureste ( AMETSE ) es una asociación meteorológica sin ánimo de lucro nacida a partir de la iniciativa de varios aficionados a la meteorología de la zona sureste del estado español. Fue creada a finales de marzo de 2008 e inscrita en el registro de asociaciones, el 9 de octubre de 2008, con el objetivo principal de dotar de una estructura y organización formal a todos los amantes de la meteorología dentro de área geográfica formada por las provincias del sureste de la península ibérica: Albacete, Alicante, Almería, Granada, Jaén y Murcia. Todas estas provincias comparten similares características bioclimáticas.